# Dasyhelea cellulana
Dasyhelea cellulana är en tvåvingeart som beskrevs av Meillon och Wirth 1983. Dasyhelea cellulana ingår i släktet Dasyhelea och familjen svidknott. Inga underarter finns listade i Catalogue of Life.